# Азартні ігри в Косові
Азартні ігри в Косові діяли в країні ще до проголошення незалежності від Сербії, були легальними з 2008 до 2019 і є повністю забороненими з 2019 року терміном до 2029 року. У країні є популярними нелегальні ставки на спорт. Єдиним виключенням із заборони є Косовська лотерея (алб. Lotaria e Kosoves).

## Історія
2000 року Національна лотерея Бельгії (фр. Loterie Nationale de Belgique) організувала гру на скретч-карту під назвою «Косово», щоб допомогти Косову та Албанії, переказуючи весь прибуток від лотереї постраждалим в обох країнах.
Азартні ігри діяли в країні ще до проголошення незалежності, коли Косовом де-факто керувала місцева влада, непідконтрольна Сербії. 2004 року вона прийняла закон 2004/35, що регулював азартні ігри.
Під час проголошення незалежності від Сербії 17 лютого 2008 року уряд Косова прийняв Закон № 2004/35 про азартні ігри, запровадивши два регламенти ООН.
Закон поділяв азартні ігри на три форми: класичні, спеціальні та електронні азартні ігри. Класичні азартні ігри включають лотереї, більярд, кено, тото, ставки на спорт, ігрові автомати, бінго та лото. Спеціалізованими азартними іграми є ігри наземні казино, ставки на різноманітні події та ігрові автомати в клубах та казино.
Міністерство фінансів Косова (раніше відоме як «Міністерство економіки та фінансів») отримало роль нагляду за гральним бізнесом, воно видавало ліцензії, перевіряло казино та слідкувало за сплатою податків.
У березні 2019 року азартні ігри в країні було заборонено до 2029 року через зв'язки з організованою злочинністю. Закон про заборону було прийнято після вбивств двох співробітників казино в різних закладах з інтервалом у кілька днів. В одному з вбивств міг бути замішаний поліцейський. Тодішній прем'єр-міністр Рамуш Харадінай заявив, що ця заборона спрямована на «посилення громадської безпеки». Перед тим, як заборона набула чинності, поліція закрила майже 500 гральних закладів по всій країні. Особам, які не досягли 18 років, було заборонено брати участь у будь-якій формі азартних ігор.
До моменту заборони єдине казино країни працювало в самому центрі Приштини, столиці Косова. Воно мало 50 ігрових автоматів та 17 ігрових столів. Протягом 2018—2020 років казино набрали велику популярність у Косові після того, як на нього була введена заборона в сусідній Албанії.
У вересні 2020-го поліція провела найбільший рейд за всю історію країни, коли-небудь проведений у Косові, підготовка до якого тривала протягом року. У межах боротьби з нелегальними казино поліція заарештувала щонайменше 35 осіб за підозрою в незаконних азартних іграх, проституції, торгівлі людьми, зброєю та наркотиками, велика частина нелегальних закладів працювала у місті Карачево на кордоні із Сербією. Серед заарештованих осіб виявилось щонайменше 10 співробітників поліції.
Заборона азартних ігор призвела до втрати 4 тис. робочих місць, закриття 400 ігрових закладів та шести салонів для бінго. Втрати туристичного сектору влада країни оцінила в 10 %. Єдиним винятком із заборони є Косовська лотерея (Lotaria e Kosoves), діяльність якої не заборонили.